# Glaucopsyche loechensis
Glaucopsyche loechensis är en fjärilsart som beskrevs av Bustillo 1973. Glaucopsyche loechensis ingår i släktet Glaucopsyche och familjen juvelvingar. Inga underarter finns listade i Catalogue of Life.